# Horst Marin
Horst Marin (* 8. September 1932 in Wilhelmshaven) ist ein deutscher Politiker der SPD.

## Ausbildung und Beruf
Horst Marin besuchte das Gymnasium und legte 1952 das Abitur ab. Im Anschluss belegte er bis 1958 ein Studium der Rechts- und Staatswissenschaften, dann Germanistik, Geschichte und Philosophie an den Universitäten Hamburg und Münster. 
Von 1958 bis 1960 war er Referendar in Coesfeld und Bielefeld. Assessor und Studienrat in Gütersloh war Marin von 1960 bis 1966 und ab 1966 Fachoberstudienrat, danach Studiendirektor und stellvertretender Schulleiter in Lippstadt. Ein Ergänzungsstudium der Sozialwissenschaft wickelte er 1973 bis 1974 an der Universität Bielefeld ab.

## Politik
Horst Marin ist seit 1963 Mitglied der SPD. 1966 wurde er Mitglied des SPD-Kreisvorstandes sowie stellvertretender Vorsitzender des SPD-Ortsvereins Lippe. Er wirkte auch als stellvertretender Fraktionsvorsitzender der SPD-Ratsfraktion in Lippe.
Horst Marin war vom 12. Mai 1975 bis zum 27. Mai 1975 Mitglied des 7. Landtages von Nordrhein-Westfalen, in den er nachrückte.